# Лер (Источна Фризија)
Лер (њем. Leer) град је у њемачкој савезној држави Доња Саксонија. Једно је од 19 општинских средишта округа Лер. Према процјени из 2010. у граду је живјело 34.154 становника. Посједује регионалну шифру (AGS) 3457013.

## Географски и демографски подаци
Лер се налази у савезној држави Доња Саксонија у округу Лер. Град се налази на надморској висини од 3 метра. Површина општине износи 70,3 km². У самом граду је, према процјени из 2010. године, живјело 34.154 становника. Просјечна густина становништва износи 486 становника/km².

## Међународна сарадња
| Мјесто   | Држава               | Врста сарадње | Од    |
| -------- | -------------------- | ------------- | ----- |
|          | Пољска               | пријатељство  | 1996. |
| Троубриџ | Уједињено Краљевство | партнерство   | 1989. |
| Извор    |                      |               |       |